# Gisenyi
Rubavu
Gisenyi (anciennement écrit Kisenyi, depuis 2006 renommée du nom de Rubavu) est une ville du Rwanda.  

## Géographie

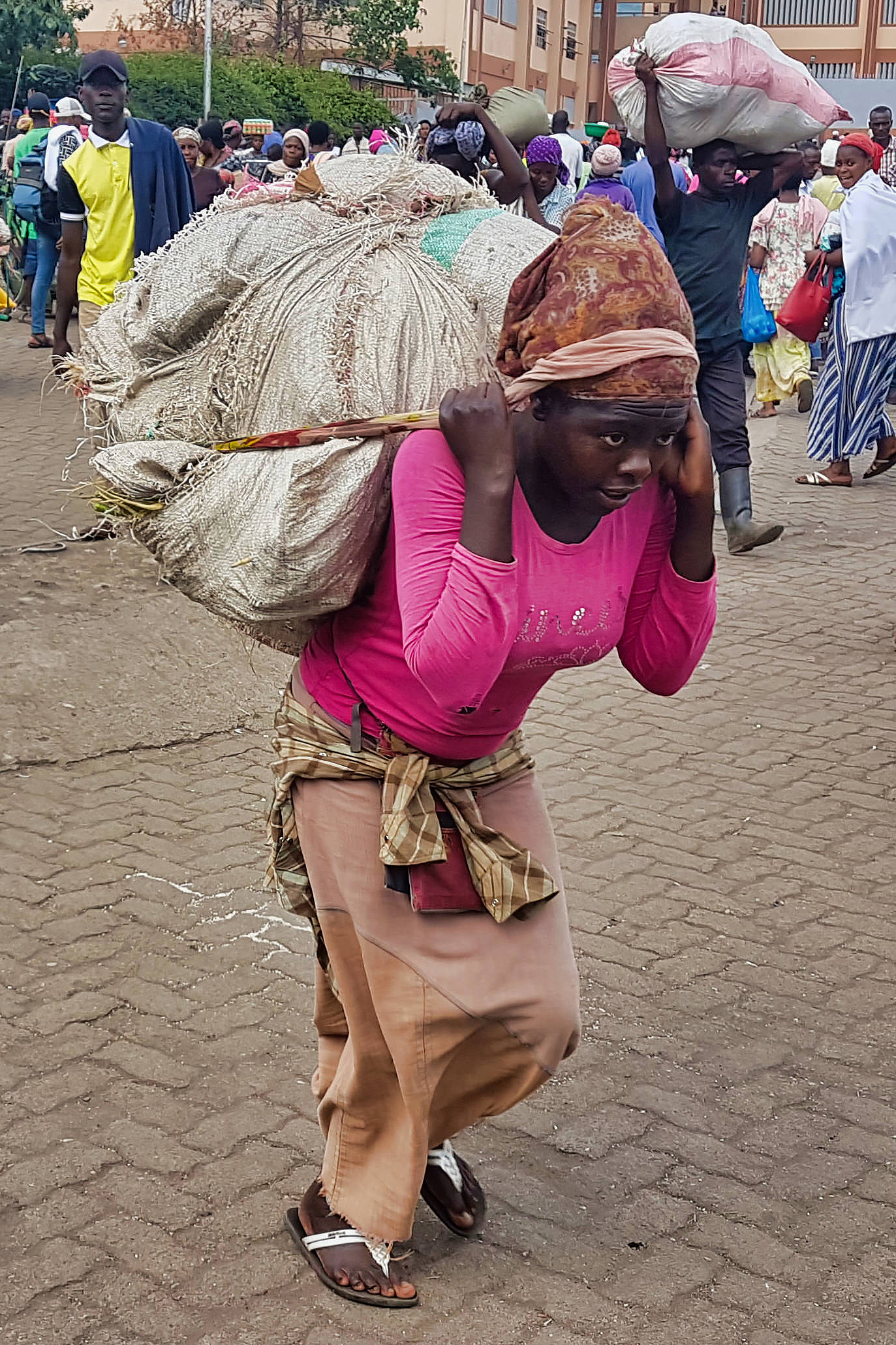
Commerçante de Gisenyi traversant la frontière pour vendre ses produits en RDC.

Gisenyi est située sur la rive nord du lac Kivu, à la frontière avec la république démocratique du Congo (RDC), chef-lieu du district de Rubavu dont elle porte également le nom[pas clair]. Cette ville est aussi frontalière avec la ville de Goma en république démocratique du Congo. 
Gisenyi, comme Goma, est construite au pied du volcan Nyiragongo.
Au sud de la ville se trouve le quartier de Rubona.

## Histoire
Avant la réforme administrative de 2006, Gisenyi était aussi la capitale d'une province (préfecture jusqu'en 2002) à laquelle elle donnait son nom (aujourd'hui intégrée avec les anciennes provinces de Kibuye et de Cyangugu dans la province de l'Ouest).
Cité balnéaire à l'époque de Juvénal Habyarimana, elle a dû céder sa réputation touristique à Kibuye après le génocide au Rwanda.

## Personnalités liées à Gisenyi
Le peintre belge André Hallet et son épouse se sont installés dans la ville en 1947. Il y est mort en 1959.